# 昭和町駅 (香川県)
昭和町駅（しょうわちょうえき）は、香川県高松市昭和町二丁目にある四国旅客鉄道（JR四国）高徳線の駅である。駅番号はT27。

## 歴史
国鉄最末期の開業である。なお、国鉄の駅だったのはわずか9日間だった。
- 1987年（昭和62年）
  - 3月23日：日本国有鉄道高徳本線の駅として開業[2][3]。駅員無配置駅[4]。
  - 4月1日：国鉄分割民営化により、JR四国の駅となる[5]。
- 1988年（昭和63年）6月1日：路線名改正により、高徳線の駅となる。
- 1995年（平成7年）3月19日：自動券売機を設置[6]。

## 駅構造
単式ホーム1面1線を有する地上駅（いわゆる「棒線駅」）。無人駅であるが、朝のラッシュ時には駅員が配置される。トイレはない。プラットホームの高松方はスロープとなっており、道路への出入口とつながっている。駅舎はないが、スロープを下った先、道路への出入口付近には小屋があり、中に自動券売機が設置されている。プラットホームの有効長は4両分である。
2020年3月14日から高松駅 - 屋島駅間にICOCAなどの交通系ICカードが導入されたが、当駅は導入対象外であるためICOCAなどの交通系ICカードは使用できない。

## 利用状況
1日平均の乗車人員は以下の通り。
| 乗車人員推移 | 乗車人員推移 |
| 年度         | 1日平均人数  |
| ------------ | ------------ |
| 2008         | 504          |
| 2009         | 485          |
| 2010         | 476          |
| 2011         | 452          |
| 2012         | 448          |
| 2013         | 477          |
| 2014         | 465          |

## 駅周辺
- 香川大学幸町キャンパス（本部・教育学部／経済学部・法学部）[1]
- サンクリスタル高松
  - 高松市歴史資料館[1]
  - 菊池寛記念館[1]
  - 高松市中央図書館[1]
- 香川県教育会館 ミューズホール
- 西方寺（宇高連絡船紫雲丸事故の慰霊碑がある）
- 香川県立視覚支援学校 - 初代高松駅の跡地でもある。1910年に移転して以来、当駅が設置されるまで77年の歳月を要した。
- 高松市立紫雲中学校
- 高松市中央卸売市場
- 高松市公設花き地方卸売市場
- JR四国研修センター
- 香川県道33号高松善通寺線
- 高松市道五番町西宝線 - 当駅のすぐ北側（高松方）を通過している。
- J.クレスト高松昭和町 - JR四国本体が初めて手がけた分譲マンション。都市環境開発との提携で自社の社宅跡に建設された。
- グランデリーズ昭和町店
- マルヨシセンター 茜町店
- コープかがわ扇町店

### 野球踏切

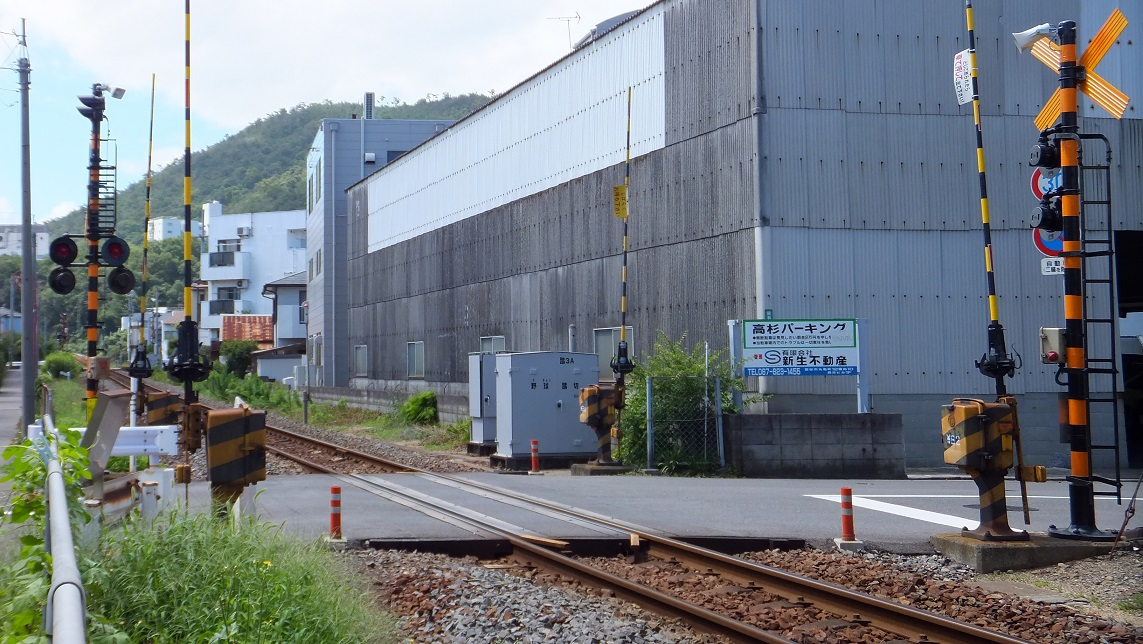
野球踏切 高松方より（2015年）

昭和町駅から南方（徳島方）200mにある高松市道八番町西浜新町線との踏切には「野球踏切」という名前がついている。これは、かつて県立高松商業高校の野球部員達が、高徳本線を挟んだ練習場までの行き来に当踏切を利用していたことから名付けられたものである。
同校の校舎は、1949年に現在地の松島町に新築されるまで仮校舎が現在の香川大学教育学部の敷地に位置しており、練習場が現在のJR四国研修センターの位置にあった。校舎移転後は野球部員たちが往来することは無くなったが、2003年（平成15年）9月にJR四国による解説看板が設置されて当時の状況を今に伝えている。
この踏切は1925年（大正14年）8月1日の国鉄高徳本線（現・高徳線）高松 - 志度間開業時に警報機の無い第4種踏切として設けられ、1951年（昭和26年）5月20日に警報機の設置で第3種踏切に格上げされた際に踏切名が命名された。その後1969年（昭和40年）3月30日に遮断機の設置で第1種甲踏切に格上げされて現在に至る。
野球踏切と駅を挟んだところにも高松市道五番町西宝線との踏切があり、上りの普通列車が駅に到着すると車掌が備え付けの箱に鍵を差し込み、降りている遮断機をいったん上げる。ワンマンカーではされない。

## 隣の駅
四国旅客鉄道（JR四国）
■高徳線
■普通
高松駅 (T28) - 昭和町駅 (T27) - 栗林公園北口駅 (T26)